# Cantone di Beaumont-du-Périgord
Il Cantone di Beaumont-du-Périgord era una divisione amministrativa dell'arrondissement di Bergerac.
A seguito della riforma approvata con decreto del 21 febbraio 2014, che ha avuto attuazione dopo le elezioni dipartimentali del 2015, è stato soppresso.

## Composizione
Comprendeva i comuni di:
- Bayac
- Beaumont-du-Périgord
- Bourniquel
- Labouquerie
- Monsac
- Montferrand-du-Périgord
- Naussannes
- Nojals-et-Clotte
- Rampieux
- Saint-Avit-Sénieur
- Sainte-Croix
- Sainte-Sabine-Born